# Mihály
Mihály est un prénom hongrois masculin.

## Étymologie
Le prénom francophone équivalent Michel fait référence à l'archange Michel, de la Bible.

## Équivalents
- Michel

## Personnalités portant ce prénom
- Mihály prince de la dynastie Árpád.